# Diphyllomorpha olivacea
Diphyllomorpha olivacea är en skalbaggsart som beskrevs av Oliver Erichson Janson 1883. Diphyllomorpha olivacea ingår i släktet Diphyllomorpha och familjen Cetoniidae.

## Underarter
Arten delas in i följande underarter:
- D. o. vuilleti
- D. o. subopaca
- D. o. insularis